# Martin Koch
Martin Koch, född den 23 december 1882 i Stockholm, död den 22 juni 1940, var en  svensk författare, journalist, visdiktare och konstnär.

## Biografi

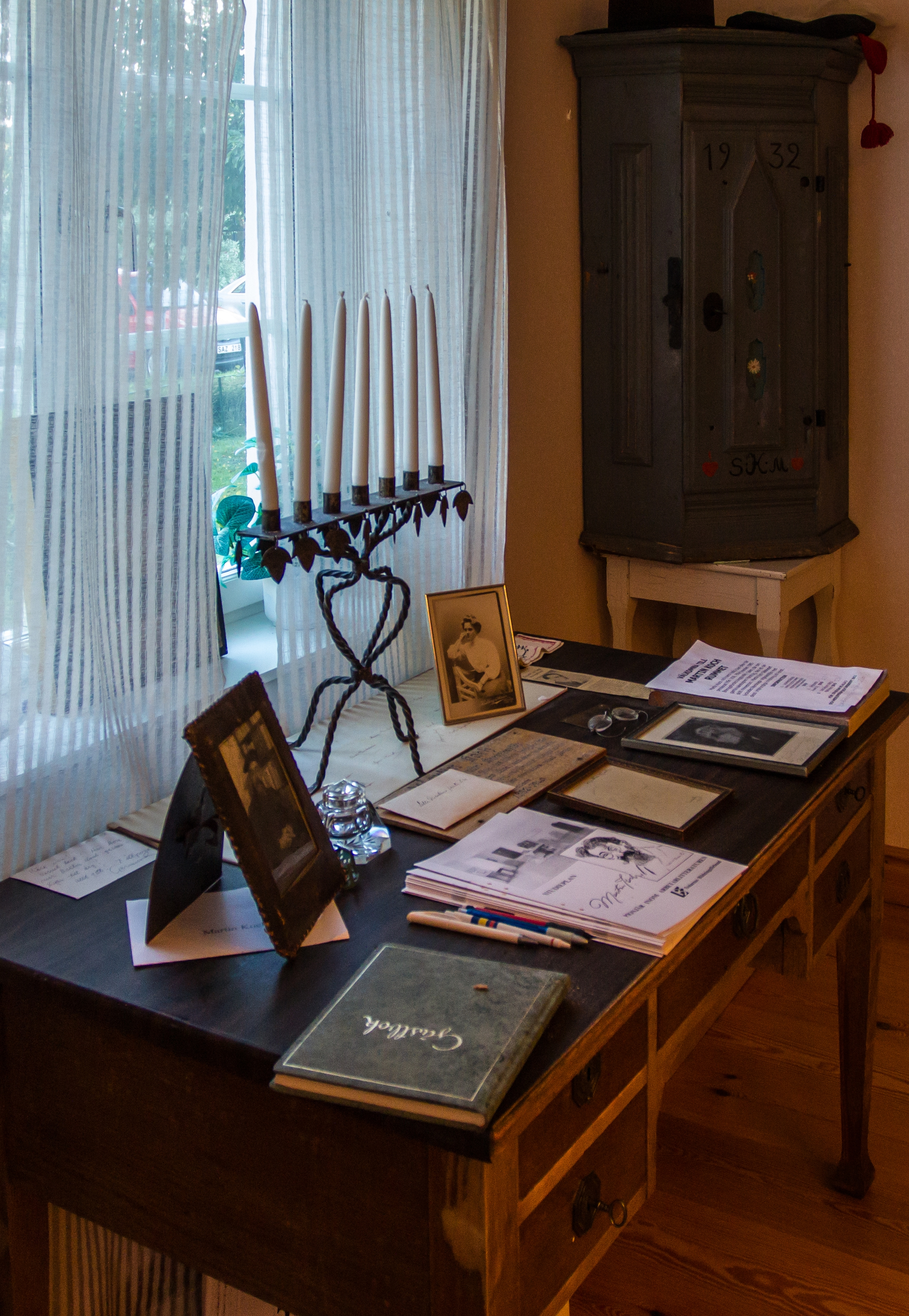
Martin Koch-rummet i Lagmansgården, Hedemora.

Koch arbetade som måleriarbetare 1899–1903 och var elev vid Konstakademien 1904–1906. Han var aktiv inom templarorden och dess bibliotekarie 1909–1910.
Han debuterade litterärt 1911 med romanen Ellen: en liten historia. Koch skrev flera romaner och var en av de första betydande arbetarskildrarna i Sverige, med böcker som Arbetare 1912 och Guds vackra värld 1916. Åren 1922–1926 var han Pariskorrespondent för tidningen Social-Demokraten. Han gav också ut Dansvisor 1929 med vistexter som han själv tonsatte. 
Sina sista 16 år bodde han i Hedemora där han drev pensionat med sin hustru Sian (Signe) i Lagmansgården, där också författargruppen Hedemoraparnassen träffades. Han var kusin med Karin Juel, som sjöng in flera av hans visor. Martin Koch använde pseudonymen Greven på en del skämttexter i tidningen Söndags-Nisse. Koch är representerad vid Nationalmuseum med ett självporträtt.

### Varia
- Februaridagarna 1914 : ögonblicksbilder från kristiden. Stockholm: Tiden. 1914. Libris 1635606. https://runeberg.org/kochfebr/
- Herremakt och folkmakt. Stockholm: Tiden. 1914. Libris 1635608
- Frihet och frihet. Stockholm: Tiden. 1915. Libris 1635607 Fulltext: Projekt Runeberg , Göteborgs universitetsbibliotek.
- Det glömda landet. Stockholm: Svenska andelsförlaget. 1915. Libris 1635605
- Åland : ett samtal med min vän aktivisten. Stockholm: Svenska andelsförlaget. 1916. Libris 1654371
- Anteckningar på havet: journalistik och poesi i sak. Stockholm: Bonnier. 1918. Libris 500308. https://litteraturbanken.se/f%C3%B6rfattare/KochM/titlar/AnteckningarP%C3%A5Havet/sida/5/faksimil?om-boken
- Upplösningstidens teologi : en stridsskrift. Stockholm: Tiden. 1919. Libris 7s72s9n35fr9sbhx. https://gupea.ub.gu.se/2077/83866
- Proletärdiktning. Stockholm: Tiden. 1929. Libris 2m3mblms012mq398. https://gupea.ub.gu.se/2077/83964
- Svart på vitt. Uppsala: Lindblad. 1930. Libris 1333186

### Musiktryck
- Blomman / arr. Ulla Castegren. Svenska tersettbiblioteket. Stockholm: Nordiska Musikförlaget. 1945. Libris 1cdmq7lhz4bshwrd
- Dansvisor  / ord och musik av Martin Koch. Stockholm: Bonnier. 1929. Libris 856567
- Lyckan / arr: Gösta Hådell. För visans vänner ; 11. Stockholm: Nordiska musikförlaget. 1936. Libris 3088609
- Morgonsång / arr: Gösta Hådell. För visans vänner ; 5. Stockholm: Nordiska musikförlaget. 1940. Libris 10942886
- ”Stockholmsmelodi”. Dansen går på Svinnsta skär. Svenska körvisor, 99-1771924-5 ; 4. Stockholm: Nordiska musikförlaget. 1993. Libris 1698894
- Två kärleksvisor. Stockholm: Nordiska musikförlaget. 1936. Libris 3101464
- Åtta visor / pianoarrangemang Gösta Säfbom ; luta eller gitarrackompanjemang Tore Toreson. Stockholm: Nordiska musikförlaget. 1944. Libris 10942917 - Innehåll: Skyar ; Briggen "Ellen" ; Ankaret ; Sommarkväll ; Vad blåser det för vind idag? ; Röda segel ; Meditation ; Lek.

### Samlade upplagor och urval
- Valda verk. 1-7 / [red. av Thorsten Jonsson]. Stockholm: Bonniers. 1940-1941. Libris 1568041
  -  1, Ellen ; Vattendroppen ; Litterära storverk i västficksformat. 1940. Libris 1568042. https://runeberg.org/kochvalda/1/
  -  2, Arbetare  : en historia om hat. 1941. Libris 1568044
  -  3, Timmerdalen. 1941. Libris 1568045. https://runeberg.org/kochvalda/3/
  -  4, Guds vackra värld, D. 1. 1940. Libris 1568043. https://runeberg.org/kochvalda/4/
  -  5, Guds vackra värld, D. 2. 1940. Libris 1568048. https://runeberg.org/kochvalda/5/
  -  6, Fromma människor  : skisser och studier från den kristna föreställningsvärlden i Sverige. 1941. Libris 1568046
  -  7, Mauritz - självbiografisk journalistik. 1941. Libris 1568047. https://runeberg.org/kochvalda/7/
- Dikter. Martin Koch-sällskapets årsbok, 0283-6203 ; 1989. Hedemora: Gidlund i samarbete med Martin Koch-sällsk. 1989. Libris 7668516. ISBN 91-7844-146-3 (inb.)
- Martin och Ingeborg: Martin Kochs brev till sin första hustru. Martin Koch-sällskapets årsskrift, 1402-2338 ; 1996. Stockholm: Sober. 1996. Libris 7632667. ISBN 91-7296-365-4

### Översättningar
- Estaunié, Édouard (1925). Alla människors väg. Stockholm: Tiden. Libris 1472184
- la Fouchardière, G. de (1928). Skomis brott. Stockholm: Tiden. Libris 1338137

### Musikinspelningar i urval
- Thérèse Juel sjunger Martin Koch. Stockholm: Metronome MLP 15820. 1983. - Innehåll: Valse d'hesitation = Ett kärleksbrev ; Rondo ; En gammal lek ; Blomman ;  Skyar ; Trettondagspsalm ; Avslutningsbalen på dansskolan ; Ett avskedsbrev ; Livets träd ; I solljuset fina ; Som en psalm ; Lyckan. Bilaga i mappen: blad med texter och kommentarer.
  - Även utgiven som CD. Svenstavik: Charant CHCD2001. 2002.
- Blomman och andra visor och dikter av Martin Koch. Stockholm: YTF CD 50152. 1991. Libris 2170149 - Innehåll: Den underbara våren kom ; Söderamerikanare ; En gammal lek ; Briggen Ellen ; När Mandrom blir stor ; Lek ; Lyckan ; Stukis ;Röda segel ; Akropolis ; Blomman